# Yield
Trong tài chính, thuật ngữ yield mô tả số tiền bằng tiền mặt trả lại cho chủ sở hữu của một tài sản. Bình thường, nó không bao gồm các thay đổi giá cả, sự khác biệt trong tổng số trả lại. Yield có thể được dùng như là tỷ lệ trả lại khác nhau trên cổ phiếu (phổ biến, ưa thích, và chuyển đổi), công cụ thu nhập cố định (trái phiếu, ghi chú, hóa đơn, dải, cổ phiếu không giảm giá), và một số loại đầu tư khác dạng sản phẩm bảo hiểm (ví dụ niên kim).
Thuật ngữ này được sử dụng trong các tình huống khác nhau để có nghĩa khác nhau. Nó có thể được tính như một tỷ lệ hay tỷ nội bộ của return (IRR). Nó có thể được sử dụng để nhà nước trả lại tổng số của chủ sở hữu, hoặc chỉ một phần thu nhập, hoặc vượt quá thu nhập.
Bởi vì những khác biệt này, Các yield sử dụng với các nghĩa khác nhau không bao giờ được so sánh 
Lãi suất của bond thì gọi là Yield. Bình thường yield có thể là mặt trái của lạm phát. Nhưng ngược lại, yield có thể là cây thước đo nỗi sợ trong lòng người (TED spread).